# Укселесундський металургійний завод
58°40′27.3″ пн. ш. 17°07′27.0″ сх. д. / 58.674250° пн. ш. 17.124167° сх. д.
Укселесундський металургійний завод (швед. Oxelösunds järnverk,  SSAB Oxelösund AB) — металургійний завод з повним металургійним циклом, розташований у місті Укселесунд в Швеції. Заснований 1913 року. Став першим шведським металургійним заводом, на якому паливом було не деревне вугілля, а кам'яновугільний кокс. Завод випускає 632 000 т товстолистого прокату на рік (данні 2007 року).

## Історія

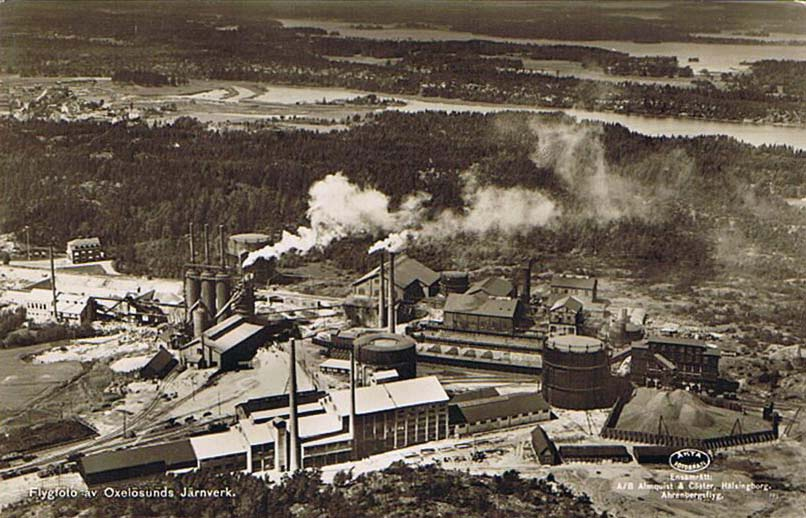
Завод у 1930-х роках.

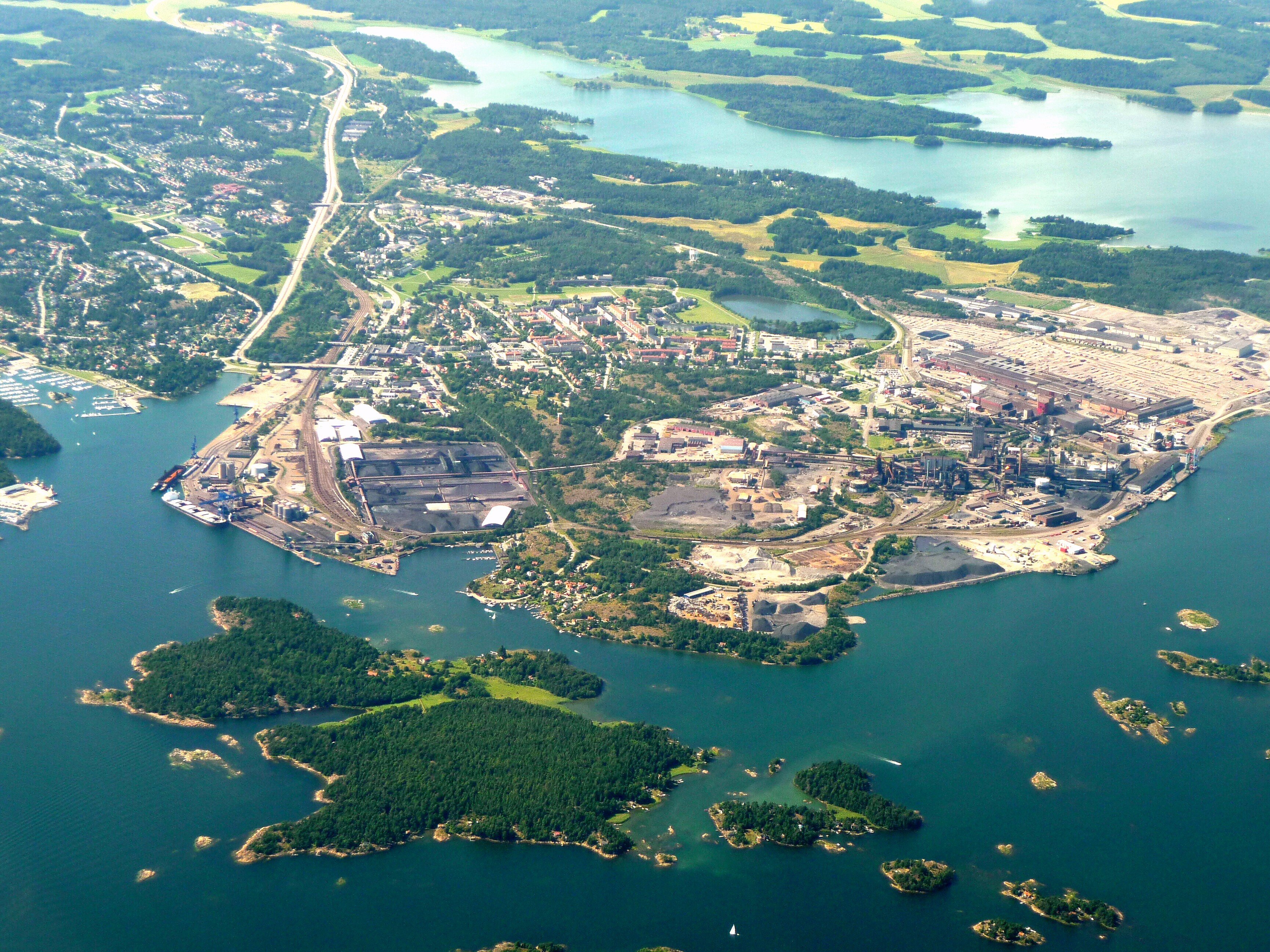
Вид на завод з висоти.

1877 року було завершено будівництво залізниці до порту Укселесунд і через нього експортували залізну руду з промислового району Бергслаген. 1913 року було прийнято рішення про будівництво в місті металургійного заводу, що працював би на руді з міста Гренгесберг у Бергслагені. Завод працював на шведській руді і коксі, що випалювався на власному коксохімічному заводі з імпортного вугілля, яке довозилося з Великої Британії.
1955 року завод придбала компанія «Grängesbergsbolaget», що почала перебудовувати і модернізувати його. Замість 700 робітників на ньому планувалася робота 3000 робітників. Для розширення заводу було знесено стару частину міста Укселесунд.
1978 року завод перейшов у власність компанії «SSAB Steel AB».

## Сучасність
На заводі працюють 2 доменних печі.